# 사랑의 제6감
사랑의 제6감(愛の第6感 아이노 다이롯칸[*])은 2004년 12월 8일에 발매된 모닝구무스메의 여섯 번째 정규 앨범이다.

## 개요
"HELP!", "SHIP TO THE FUTURE"는, 모닝구무스메 주연의 뮤지컬 《HELP! 뜨거운 지구를 식힌다.》 테마송.
이 두 곡과 낭만 ~MY DEAR BOY~, 떠들석한 여자들의 이야기는 쯔지 노조미, 카고 아이가 재적해 있을 때의 작품이다.

## 수록곡
1. 涙が止まらない放課後
작사, 작곡 : 층쿠 / 편곡 : 스즈키 슌스케
2. すき焼き
작사, 작곡 : 층쿠 / 편곡 : 다카하시 유이치
3. 春の歌 (노래 : 이이다, 야구치, 이시카와, 요시자와)
작사, 작곡 : 층쿠 / 편곡 : 마카이노 고지
4. 女子かしまし物語
작사, 작곡 : 층쿠 / 편곡 : 스즈키Daichi히데유키
5. 直感2 ~逃した魚は大きいぞ!~
작사, 작곡 : 층쿠 / 편곡 : 스즈키 슌스케
6. 独占欲
작사, 작곡 : 층쿠 / 편곡 : 히라타 쇼이치로
7. レモン色とミルクティ (노래 : 다카하시, 콘노, 오가와, 니이가키, 카메이, 미치시게, 다나카)
작사, 작곡 : 층쿠 / 편곡 : 다카하시 유이치
8. 浪漫 ~MY DEAR BOY~
작사, 작곡 : 층쿠 / 편곡 : 스즈키 슌스케
9. 声
작사, 작곡 : 층쿠 / 편곡 : 다카하시 유카리
10. HELP!!
작사, 작곡 : 층쿠 / 편곡 : 유아사 고이치
11. SHIP TO THE FUTURE
작사, 작곡 : 층쿠 / 편곡 : 유아사 고이치
12. 女子かしまし物語2
작사, 작곡 : 층쿠 / 편곡 : 스즈키Daichi히데유키

## 참가 뮤지션
※괄호는 트랙 번호
- 스팅 미야모토 - 베이스 (1)
- 오구 (前 7 HOUSE) - 북 (5), 코러스 (5, 7), 드럼 (9), 탬버린 (9)
- KONTA - 소프라노 색소폰 (8)
- 가와조에 도모히사 - 베이스 (8)
- 이나바 아쓰코 - 코러스 (2, 3, 7, 10, 11)
- 요자요시 아키 (홈 팀) - 코러스 (2)

## 차트
- 주간최고순위 7위 (오리콘 차트)
- 등장횟수 8회 (오리콘 차트)